# 黄茅 (美术史论家)
黄茅（1916年7月—1997年8月1日），字草予，笔名蒙田，男，广东台山人，中国美术史论家、漫画史论家，曾任中国美术家协会理事。